# Schussenrieder Gruppe
Die Schussenrieder Gruppe, teilweise auch als Schussenrieder Kultur bezeichnet, war eine jungneolithische, in Südwestdeutschland verbreitete Kultur etwa um 4.200 – 3700 v. Chr.
Benannt wurde die Gruppe nach dem Fundort im Hochmoor Riedschachen bei Bad Schussenried im Federseegebiet 1960 durch Jürgen Driehaus.

## Wohngebäude

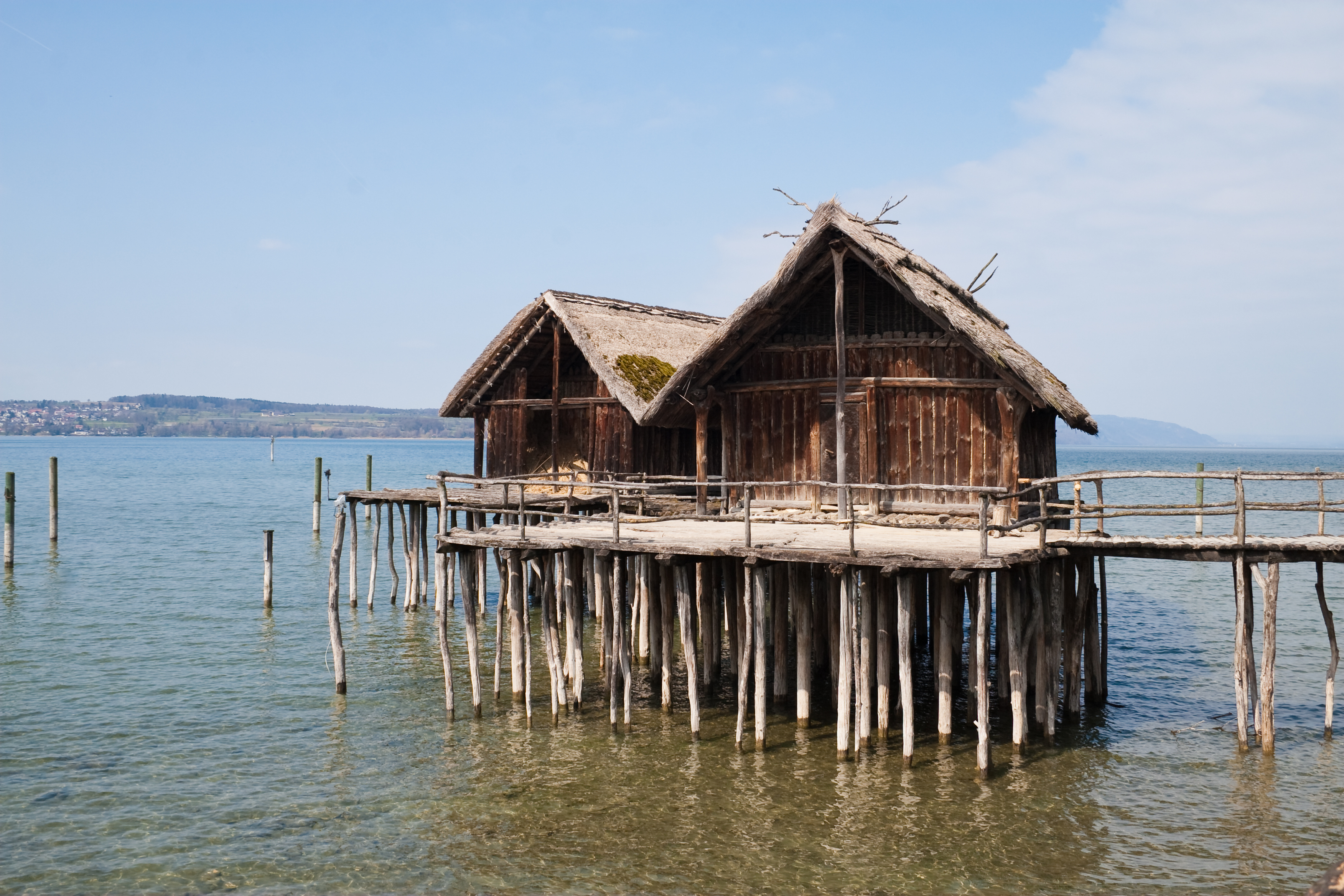
Nach dem Vorbild der Ausgrabungen in Riedschachen rekonstruierte Häuser im Pfahlbaumuseum Unteruhldingen

Bevorzugte Siedlungsplätze waren die Ufer von Seen und Flüssen. Die Häuser waren ein- oder zweiräumig. Holzbalken mit Lehmestrich bildeten die Fußböden. die Außenwände waren aus Spalthölzern oder Flechtwänden gebaut. Jedes Haus enthielt einen Backofen und eine Feuerstelle. Einige Dörfer bestanden bis zu 200 Jahre. Auch Höhlen dienten kurzfristig als Behausungen. Ein wichtiger Fundort der Schussenrieder Gruppe ist das Jungsteinzeitliche Dorf bei Ehrenstein. Hier fanden sich 40 Gebäude von 6 Metern Länge und 4 Metern Breite. 

## Wirtschaftsweise
Wie Funde von Pflanzenresten und Tierknochen zeigen, lebten Angehörigen der Schussenrieder Gruppe vom Ackerbau, der Viehzucht (hauptsächlich Rinder und Schweine) und dem Fischfang, während die Jagd kaum eine Rolle gespielt zu haben scheint.

## Keramik

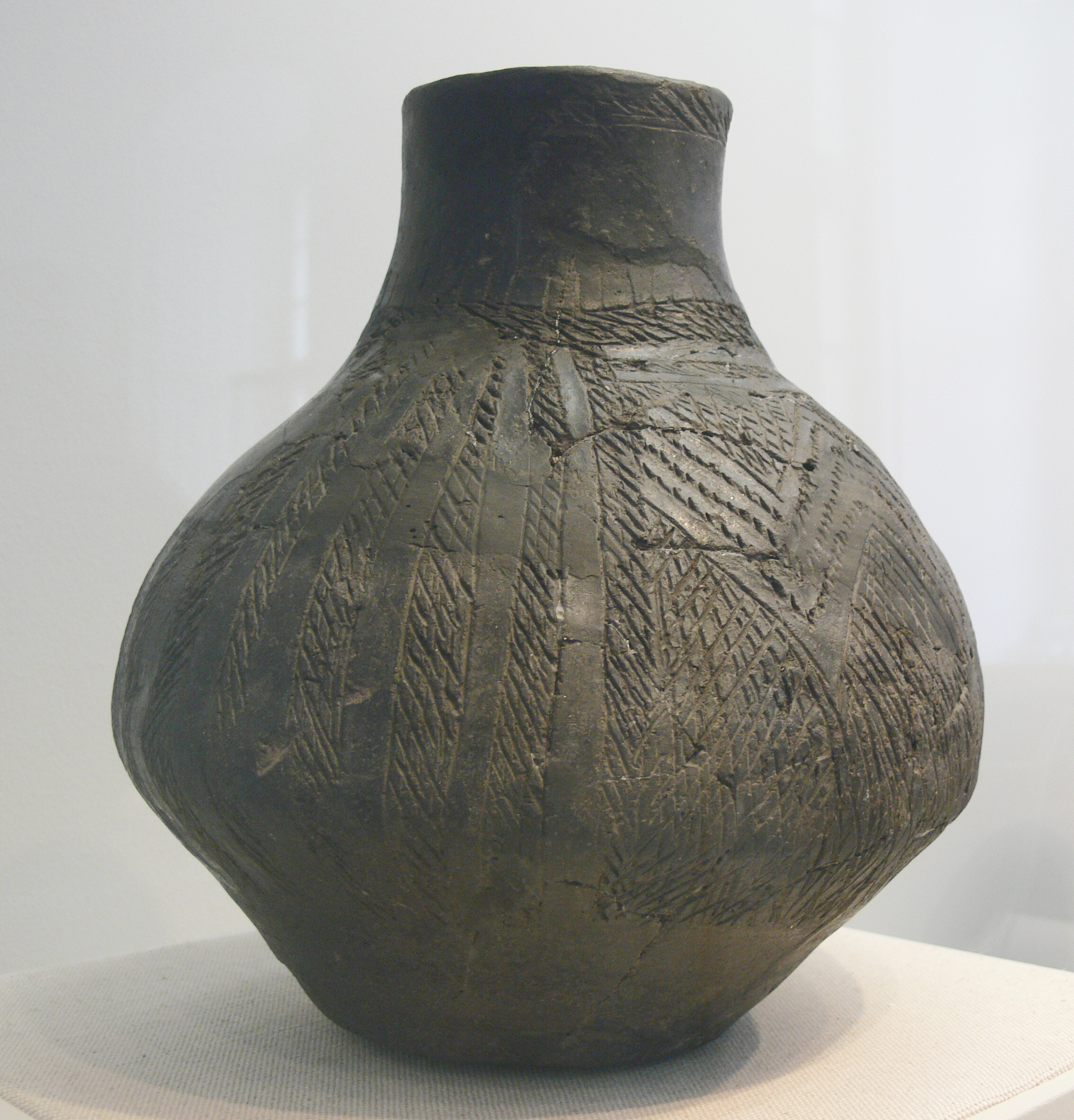
Keramikkrug der Schussenrieder Kultur

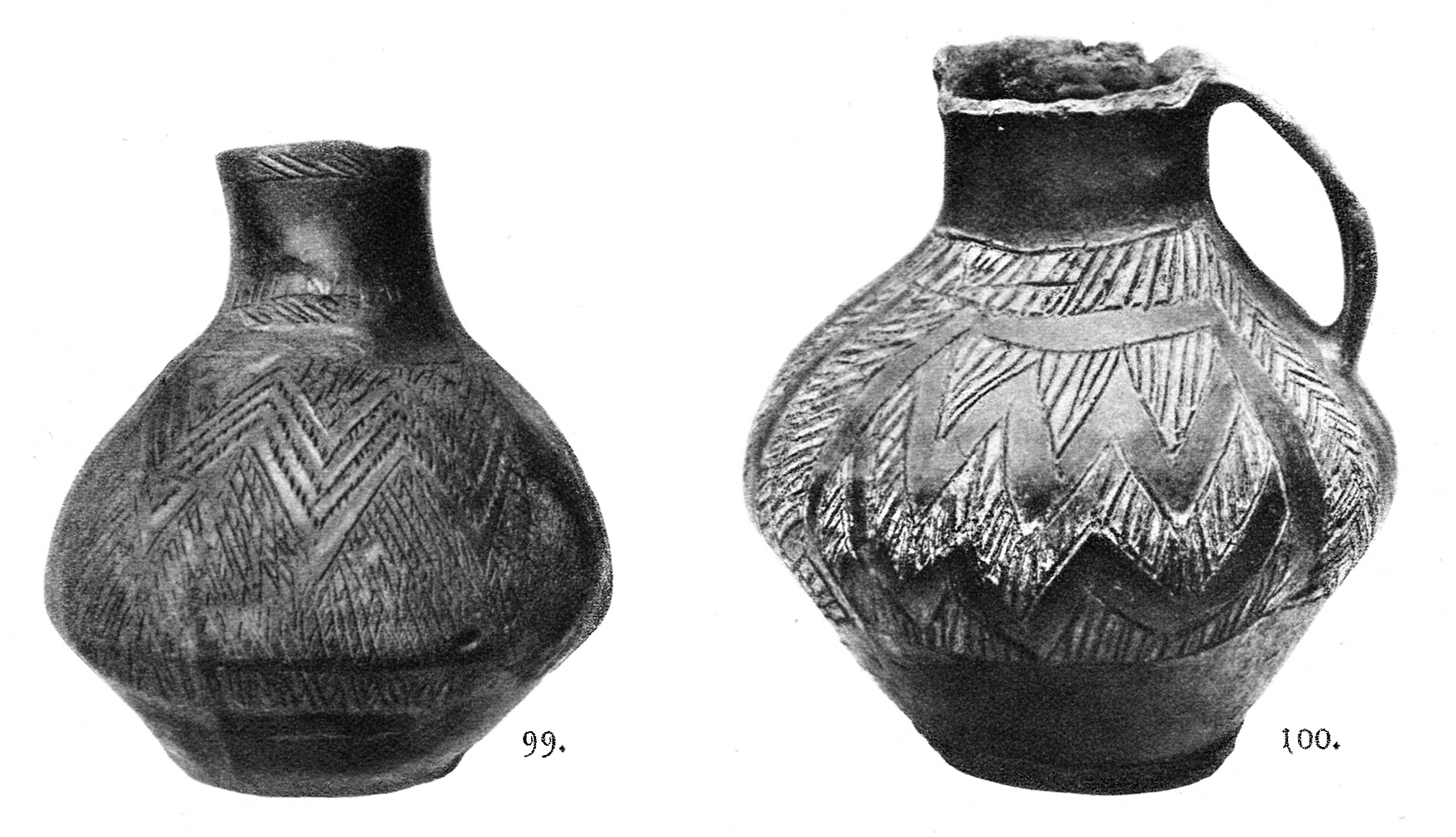
Keramik aus der Schussenrieder Kultur, im Museum für Vor- und Frühgeschichte Berlin ausgestellt

Die Keramik wurde in Wulsttechnik hergestellt. Typische Formen waren verzierte Henkelkrüge. An Mustern fanden sich eingeritzte Dreiecke und Bandmotive, die weiß inkrustiert waren. Daneben gab es auch unverzierte Ware. Die Brenntemperaturen waren niedrig, deshalb blieb die Keramik porös. Schussenrieder Krüge finden sich in Südwestdeutschland, West-Österreich und Böhmen.

## Werkzeuge und Schmuck
Es fanden sich Steinbeile, Äxte, Klopf- und Reibesteine, Mahlsteibe, Pfeilspitzen und Sicheln aus Feuerstein. Das Material wurde zum Teil aus großer Entfernung – bis aus den Niederlanden – importiert. Werkzeuge wurden auch Knochen und Geweih hergestellt. Schmuck aus Zähnen vom Wolf und vom Schwein fand sich ebenso wie Anhänger aus Kalkstein.